# Smokers Outside the Hospital Doors
Smokers Outside the Hospital Doors is de eerste single van het album An End Has a Start van Editors. Het nummer behaalde de eerste positie in Kink FM's Kink 40.
Een muzikaal kenmerk voor het nummer is de toepassing van de piano. Het is de eerste single waarbij Editors gebruikmaakt van een piano.
Het nummer werd in 2007 verkozen tot Song van het Jaar van 3VOOR12.

## Tracks
Download:
1. "Smokers Outside the Hospital Doors" - 4:56

UK cd-single: SKXCD93
1. "Smokers Outside the Hospital Doors" - 4:56
2. "An Eye for an Eye" - 4:25

7" vinyl #1: SKX932
1. "Smokers Outside the Hospital Doors" - 4:56
2. "Some Kind of Spark" - 4:26

7" vinyl #2: SKX93
1. "Smokers Outside the Hospital Doors" - 4:56
2. "The Picture" - 3:50

US cd-single: 88697 12171 2
1. "Smokers Outside the Hospital Doors" - 4:56
2. "An Eye for an Eye" - 4:25
3. "The Picture" - 3:50

Europese cd-single: P.I.L.086CD 449.3086.122
1. "Smokers Outside the Hospital Doors" - 4:56
2. "An Eye for an Eye" - 4:25
3. "The Picture" - 3:50
4. "Some Kind of Spark" - 4:26

## NPO Radio 2 Top 2000
| Nummer met noteringen in de NPO Radio 2 Top 2000 | '14 | '15 | '16 | '17 | '18 | '19 | '20 | '21 | '22 | '23 | '24 |
| ------------------------------------------------ | --- | --- | --- | --- | --- | --- | --- | --- | --- | --- | --- |
| Smokers Outside the Hospital Doors               | 594 | 262 | 312 | 325 | 390 | 380 | 417 | 449 | 472 | 530 | 539 |

1. ↑  Een vetgedrukt getal geeft de hoogste notering aan.
2. ↑  2014 was het eerste jaar met een notering voor dit nummer.